# María Udaeta
María Udaeta Velásquez (La Paz, 1 de noviembre de 1964) es una política boliviana, del Movimiento al Socialismo – instrumento Político para la Soberanía de los Pueblos. Ha servido como Ministra de medio Ambiente y Agua, en el gabinete de Evo Morales hasta ser sustituida por Julieta Mabel Monje en la reorganización de diciembre de 2010. Así en diciembre, el presidente Evo Morales decidió que la Dra. Monje Villa la reemplazara como ministra de Medio Ambiente y Agua, en el recambio ministerial que fue resultado de la protesta contra el aumento de los precios del petróleo.